# Phoenicoparrus
Phoenicoparrus é um género de ave da família Phoenicopteridae.
Este género contém as seguintes espécies:
- Phoenicoparrus andinus, Flamingo-andino
- Phoenicoparrus jamesi, Flamingo-de-James